# Nazionale femminile di pallacanestro del Kosovo
La nazionale di pallacanestro femminile del Kosovo è la selezione delle migliori giocatrici di pallacanestro di nazionalità kosovara, che rappresenta il Kosovo nelle competizioni internazionali di pallacanestro organizzate dalla FIBA. È gestita dalla Federazione cestistica del Kosovo.

## Storia
Formatasi nel 2015 da una costola della rappresentativa serba, dalla quale si è staccata con il riconoscimento da parte della FIBA, ad oggi rappresenta l'ultimo prodotto del processo di dissoluzione della fortissima nazionale jugoslava, iniziato nel 1991.

### 1935-2015
In questo lasso di tempo, il suo percorso ricalca fedelmente quello della nazionale serba.

### Dal 2015
Ha partecipato al campionato europeo FIBA dei piccoli stati 2021.

## Piazzamenti

### Campionato europeo FIBA dei piccoli stati
- 2021 -  3º

## Formazioni

### Piccoli stati
Campionato europeo FIBA dei piccoli stati Women 20211 Shatri, 2 Tolefree, 4 Kamerolli, 5 Emra, 6 Konjusha, 7 Muhadri, 9 Bytyqi Osmanaj, 10 Rushiti, 11 Daci, 12 Perquku, 21 Tuhina, 44 Halitaj,        All. Fidan Shatri
Campionato europeo FIBA dei piccoli stati Women 20221 Shatri, 4 Halitaj, 6 Rrahmani, 7 Martinaj, 8 Decaj, 9 Muhadri, 10 Rushiti, 11 Daci, 12 Perquku, 13 Kelmendi, 21 Tuhina, 24 Thaqi,        All. Fidan Shatri

## Nazionali giovanili
- Selezioni giovanili della nazionale femminile di pallacanestro del Kosovo